# Unione Sportiva Pergocrema 1989-1990
Questa pagina raccoglie le informazioni riguardanti l'Unione Sportiva Pergocrema nelle competizioni ufficiali della stagione 1989-1990.

## Rosa
| N. |                   | Ruolo | Calciatore            |
| -- | ----------------- | ----- | --------------------- |
|    | Italia (bandiera) | D     | Paolo Annoni          |
|    | Italia (bandiera) | C     | Massimiliano Bertuzzi |
|    | Italia (bandiera) | D     | Giuseppe Casabianca   |
|    | Italia (bandiera) | A     | Massimo Cicconi       |
|    | Italia (bandiera) | A     | Enrico Colnaghi       |
|    | Italia (bandiera) | A     | Gian Marco Comotti    |
|    | Italia (bandiera) | P     | Efrem Ebbli           |
|    | Italia (bandiera) | D     | Marco Franceschetti   |
|    | Italia (bandiera) | C     | Devis Giani           |
|    | Italia (bandiera) | D     | Silvio Giorgi         |
|    | Italia (bandiera) |       | Giroldi               |

| N. |                   | Ruolo | Calciatore           |
| -- | ----------------- | ----- | -------------------- |
|    | Italia (bandiera) | A     | Dario Hübner         |
|    | Italia (bandiera) | P     | Gianluca Lavezzi     |
|    | Italia (bandiera) | C     | Andrea Lorenzini     |
|    | Italia (bandiera) | C     | Simone Mazzoleri     |
|    | Italia (bandiera) | A     | Roberto Putelli      |
|    | Italia (bandiera) | D     | Fabrizio Roda        |
|    | Italia (bandiera) | D     | Giuseppe Rugginenti  |
|    | Italia (bandiera) | D     | Francesco Sangaletti |
|    | Italia (bandiera) | C     | Roberto Venturato    |
|    | Italia (bandiera) | C     | Luciano Vincenzi     |

## Risultati

### Campionato

#### Girone di andata
| 17 settembre 1989 1ª giornata | Pergocrema | 0 – 1 | SPAL |  |

| 24 settembre 1989 2ª giornata | Orceana | 1 – 0 | Pergocrema |  |

| 1º ottobre 1989 3ª giornata | Pergocrema | 0 – 0 | Valdagno |  |

| 8 ottobre 1989 4ª giornata | Solbiatese | 2 – 1 | Pergocrema |  |

| 15 ottobre 1989 5ª giornata | Suzzara | 2 – 1 | Pergocrema |  |

| 22 ottobre 1989 6ª giornata | Pergocrema | 0 – 0 | Varese |  |

| 29 ottobre 1989 7ª giornata | Virescit Bergamo | 1 – 2 | Pergocrema |  |

| 5 novembre 1989 8ª giornata | Pergocrema | 2 – 1 | Ravenna |  |

| 12 novembre 1989 9ª giornata | Pro Sesto | 1 – 1 | Pergocrema |  |

| 19 novembre 1989 10ª giornata | Pergocrema | 0 – 2 | Centese |  |

| 26 novembre 1989 11ª giornata | Pergocrema | 1 – 0 | Sassuolo |  |

| 3 dicembre 1989 12ª giornata | Ospitaletto | 2 – 0 | Pergocrema |  |

| 10 dicembre 1989 13ª giornata | Pergocrema | 1 – 0 | Juventus Domo |  |

| 17 dicembre 1989 14ª giornata | Cittadella | 1 – 2 | Pergocrema |  |

| 30 dicembre 1989 15ª giornata | Pergocrema | 1 – 1 | Legnano |  |

| 7 gennaio 1990 16ª giornata | Palazzolo | 1 – 1 | Pergocrema |  |

| 14 gennaio 1990 17ª giornata | Pergocrema | 2 – 1 | Treviso |  |

#### Girone di ritorno
| 28 gennaio 1990 18ª giornata | SPAL | 0 – 1 | Pergocrema |  |

| 4 febbraio 1990 19ª giornata | Pergocrema | 2 – 1 | Orceana |  |

| 11 febbraio 1990 20ª giornata | Valdagno | 1 – 0 | Pergocrema |  |

| 18 febbraio 1990 21ª giornata | Pergocrema | 2 – 2 | Solbiatese |  |

| 4 marzo 1990 22ª giornata | Pergocrema | 0 – 2 | Suzzara |  |

| 11 marzo 1990 23ª giornata | Varese | 2 – 1 | Pergocrema |  |

| 18 marzo 1990 24ª giornata | Pergocrema | 0 – 0 | Virescit Bergamo |  |

| 25 marzo 1990 25ª giornata | Ravenna | 2 – 1 | Pergocrema |  |

| 1º aprile 1990 26ª giornata | Pergocrema | 0 – 0 | Pro Sesto |  |

| 8 aprile 1990 27ª giornata | Centese | 0 – 0 | Pergocrema |  |

| 14 aprile 1990 28ª giornata | Sassuolo | 2 – 1 | Pergocrema |  |

| 29 aprile 1990 29ª giornata | Pergocrema | 0 – 0 | Ospitaletto |  |

| 6 maggio 1990 30ª giornata | Juventus Domo | 0 – 1 | Pergocrema |  |

| 13 maggio 1990 31ª giornata | Pergocrema | 2 – 2 | Cittadella |  |

| 20 maggio 1990 32ª giornata | Legnano | 3 – 2 | Pergocrema |  |

| 27 maggio 1990 33ª giornata | Pergocrema | 1 – 2 | Palazzolo |  |

| 3 giugno 1990 34ª giornata | Treviso | 2 – 0 | Pergocrema |  |